# كريستينا كروسبي
كريستينا كروسبي (بالإنجليزية: Christina Crosby)‏ هي مؤرخة أمريكية، ولدت في 2 سبتمبر 1953 في هنتينغدون في الولايات المتحدة.